# Rosa taisensis
Rosa taisensis är en rosväxtart som beskrevs av Takenoshin Nakai. Rosa taisensis ingår i släktet rosor, och familjen rosväxter. Inga underarter finns listade i Catalogue of Life.